# Beniowskia sphaeroidea
Beniowskia sphaeroidea är en svampart som först beskrevs av Kalchbr. & Cooke, och fick sitt nu gällande namn av E.W. Mason 1928. Beniowskia sphaeroidea ingår i släktet Beniowskia, divisionen sporsäcksvampar och riket svampar.   Inga underarter finns listade i Catalogue of Life.